# Anachis vexillum
Anachis vexillum är en snäckart som först beskrevs av Reeve 1858.  Anachis vexillum ingår i släktet Anachis och familjen Columbellidae. Inga underarter finns listade i Catalogue of Life.